# Илия Ангелов (лекар)
Илия Ангелов Велков е български лекар от епохата на Възраждането.

## Биография
Роден в края на XVIII век в село Богослов, Кюстендилско. Брат му Христо Лекарски също е лекар. Иван Ангелов живее и работи в Скопие. В 1852 година е спомоществувател на книгата на Аверкий Попстоянов „Житие Святаго Григория“ като „искоснейший г. Илия, доктор от Кюстендил“. Завещава 2000 гроша на църквата „Свети Мина“ в Кюстендил.
Умира в 1874 година.